# Astenització
En medicina, l'astenització és una condició experimentada pels astronautes després d'un vol espacial a llarg termini, en què, després de tornar a la Terra, l'astronauta experimenta símptomes com fatiga, irritabilitat, falta de gana, i trastorns del son. El nom de l'estat deriva d'astènia, que és un terme mèdic que denota una sensació de debilitat i sense pèrdua real de la força.
Se suposa que és un efecte psicosomàtic del resultat de superar els astronautes que ja no tenen un objectiu després de convertir-se en astronautes o potencialment és un efecte neurològic de microgravetat. Buzz Aldrin, el segon home en caminar sobre la Lluna, es va veure afectat per aquesta afecció després de tornar de la Lluna.